# Fighting
Fighting是由夫碩順與李泳知合作演唱的一首歌曲，於2023年2月6日作為他們首張單曲專輯《Second Wind》的主打歌發行，這是該組合繼出道單曲Just Do It後，時隔五年的首次回歸。Fighting由Woozi、Bumzu、Hoshi、S.Coups、朴基泰作曲，歌詞由Woozi、Bumzu、Hoshi、DK、勝寛及李泳知共同創作。這首歌登上了Billboard Japan Hot 100榜首，並在韓國Circle數位排行榜上首週排名第五。在美國，該曲進入了Billboard世界數位歌曲銷售榜的前十名。BSS在第12屆Circle Chart音樂頒獎典禮以及多個韓國音樂節目中演出此曲，並獲得了八個音樂節目獎項。

## 背景與發行
2023年2月1日，BSS宣布他們將發行首張單曲專輯《Second Wind》，並選擇Fighting作為主打歌。這首歌曲邀請了韓國饒舌歌手李泳知參與合作。歌曲的片段於正式發行前在混音影片中搶先公開，隨後於2月3日和4日發布了兩支音樂錄影帶的預告片。最終，Fighting於2023年2月6日正式推出，並同步發布了完整的音樂錄影帶。2月15日，BSS還發布了一支他們身穿運動服在健身房跳舞的特別影片。
2024年6月，這首被選為2024年夏季奥林匹克运动会韩国代表团的官方加油歌曲。

## 作曲
Fighting由SEVENTEEN成員Woozi、Bumzu、Hoshi、S.Coups和作曲家朴基泰共同譜曲，歌詞則由Woozi、Bumzu、Hoshi、DK、勝寛及李泳知共同創作。這首歌被形容為一首充滿活力的快節奏歌曲，結合了強烈的鼓聲和令人興奮的放克節奏，展現出滿滿的正能量。

## 商業表現
Fighting於2023年2月5日至11日這週在韓國的Circle数字榜首週排名第五，同時登上了該排行榜的下載榜榜首。在日本，該曲於2023年2月15日的Billboard Japan Hot 100排行榜中奪冠。在美國，Fighting則於2023年2月18日進入World Digital Song Sales的第八名。

## 專業評價
評論家稱讚BSS充滿正面、感染力十足的能量，這也同樣體現在他們作為SEVENTEEN成員的表現中。《告示牌》的傑夫·班傑明（Jeff Benjamin）表示這首歌「非常適合SEVENTEEN這三位最具活力和能量的成員」。《Star News》的尹尚根則對李泳知的快速且充滿力量的饒舌給予高度評價。《Newsen》的李夏娜將BSS的「魅力與輕鬆愉快的概念」比作橙子焦糖和宇宙少女的小分隊。她也指出，雖然歌詞簡單，但因為它傳達了「決心的吶喊」，因此深受大眾共鳴。《Art Insight》的金宥彬認為Fighting的目標是激勵整個國家，並特別推薦這首歌給上班族聽，表示聽這首歌的感覺就像「啦啦隊在為啦啦隊加油」。

## 現場表演
BSS首次於2023年2月9日與李泳知一起在韓國音樂節目《M Countdown》上表演了Fighting。他們隨後在2月10日的《音乐银行》以及2月12日的《人气歌谣》中進行表演。2023年2月18日，BSS在第12屆Circle Chart Music Awards上表演了Fighting以及Just Do It，並代表SEVENTEEN領取了年度男子團體和年度實體專輯（第四季度）獎項。

## 獲獎
| 獎項       | 年分 | 類別         | 結果 | Ref.   |
| ---------- | ---- | ------------ | ---- | ------ |
| 甜瓜音樂獎 | 2023 | 年度歌曲     | 提名 | [ 16 ] |
| 金唱片獎   | 2024 | 數位單曲大賞 | 獲獎 | [ 17 ] |

| 節目           | 日期    | Ref.   |
| -------------- | ------- | ------ |
| 人气歌谣       | 2月19日 | [ 18 ] |
| M Countdown    | 2月16日 | [ 19 ] |
| M Countdown    | 2月23日 | [ 20 ] |
| M Countdown    | 3月2日  | [ 21 ] |
| 音乐银行       | 2月17日 | [ 22 ] |
| Show Champion  | 2月15日 | [ 23 ] |
| Show! 音樂中心 | 2月18日 | [ 24 ] |
| Show! 音樂中心 | 2月25日 | [ 25 ] |

## 榜單
| 榜单（2023年）                             | 峰值 |
| ------------------------------------------ | ---- |
| 日本（Japan Hot 100）                      | 1    |
| 日本（Oricon數位單曲榜）                   | 8    |
| 日本（Oricon串流榜）                       | 7    |
| 韩国（Circle数字榜）                       | 5    |
| 美國（《告示牌》World Digital Song Sales） | 8    |

| 榜单（2023年）       | 位置 |
| -------------------- | ---- |
| 韩国（Circle数字榜） | 6    |

| 榜单（2023年）       | 位置 |
| -------------------- | ---- |
| 日本（Oricon單曲榜） | 93   |
| 韩国（Circle数字榜） | 19   |

## 發行歷史
| 地區 | 日期         | 格式                  | 唱片公司       | Ref.  |
| ---- | ------------ | --------------------- | -------------- | ----- |
| 全球 | 2023年2月6日 | 數位音樂下載 串流媒體 | Pledis YG Plus | [ 5 ] |